# Liste der Kulturdenkmäler in Ginsweiler
In der Liste der Kulturdenkmäler in Ginsweiler sind alle Kulturdenkmäler der rheinland-pfälzischen Ortsgemeinde Ginsweiler aufgeführt. Grundlage ist die Denkmalliste des Landes Rheinland-Pfalz (Stand: 6. September 2022).

## Einzeldenkmäler
| Bezeichnung | Lage                                        | Baujahr | Beschreibung                                             | Bild            |
| ----------- | ------------------------------------------- | ------- | -------------------------------------------------------- | --------------- |
| Quereinhaus | Hauptstraße 35 Lage                         | 1830    | eingeschossiges Quereinhaus mit Drempel, bezeichnet 1830 | Fotos hochladen |
| Spolie      | südlich des Ortes, an Naumburgerhof 3a Lage |         | Quader eines römischen Grabmals                          | Fotos hochladen |